# Pterostyrax psilophyllus
Pterostyrax psilophyllus es una especie de planta fanerógamas perteneciente a la familia Styracaceae. Es endémica del centro de China.  Está tratada en peligro de extinción por pérdida de hábitat.

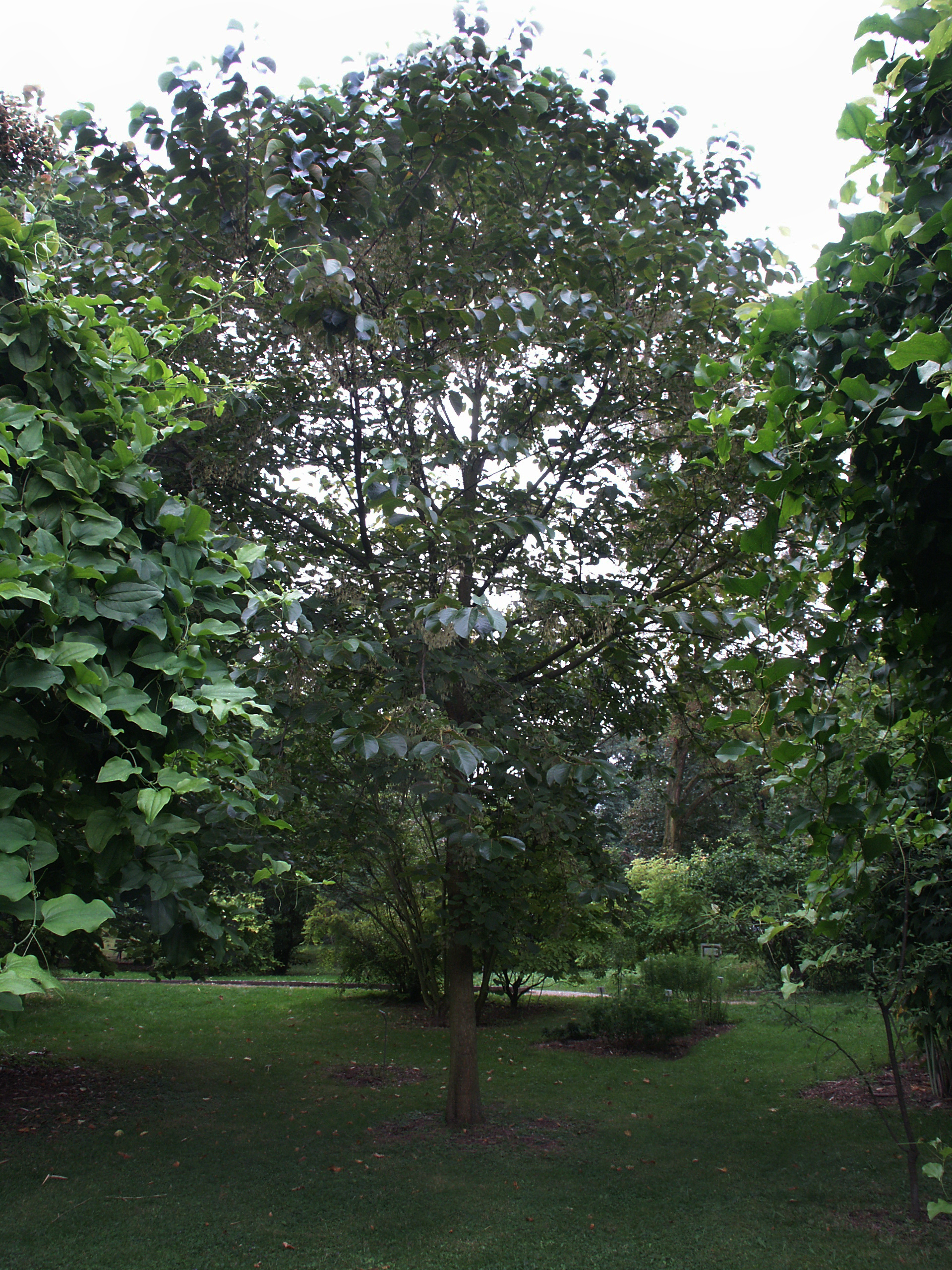
Vista de la planta

## Descripción
Es un pequeño árbol caducifolio que alcanza los 15 m de altura con un tronco de hasta  45 cm de diámetro. Las hojas son alternas, simples de 5–15 cm de longitud y  5–9 cm de ancho, elípticas, densamente peludas por el envés, con los márgenes serrados y con peciolo de  1–2 cm de longitud. Las flores son de color blanco de 12–14 mm  de longitud producidas en panículas de 10–15 cm de longitud.

## Taxonomía
Pterostyrax psilophyllus fue descrita por Diels ex Perkins y publicado en Das Pflanzenreich0 30(IV. 241): 103. 1907.
Sinonimia
- Pterostyrax cavaleriei Guillaumin;
- Styrax cavaleriei H. Léveillé (1911), not H. Léveillé (1907).[4]